# Garrett (Indiana)
Garrett – miasto w Stanach Zjednoczonych, w stanie Indiana, w hrabstwie DeKalb.